# Алос-Сибас-Абанс
Ало́с-Сиба́с-Аба́нс (фр. Alos-Sibas-Abense) — коммуна во Франции, находится в регионе Новая Аквитания. Департамент — Атлантические Пиренеи. Входит в состав кантона Монтань-Баск. Округ коммуны — Олорон-Сент-Мари.
Код INSEE коммуны — 64017.

## География

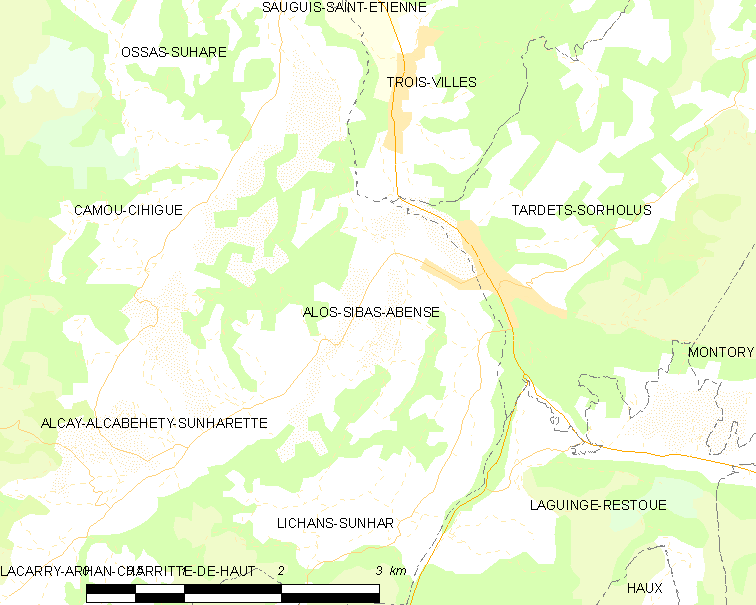
Карта коммуны

Коммуна расположена приблизительно в 690 км к югу от Парижа, в 195 км южнее Бордо, в 50 км к юго-западу от По.
По территории коммуны протекают реки Апура и Сезон.

### Климат
Климат тёплый океанический. Зима мягкая, средняя температура января — от +5°С до +13°С, температуры ниже −10 °C бывают редко. Снег выпадает около 15 дней в году с ноября по апрель. Максимальная температура летом порядка 20-30 °C, выше 35 °C бывает очень редко. Количество осадков высокое, порядка 1100 мм в год. Характерна безветренная погода, сильные ветры очень редки.

## Население
Население коммуны на 2010 год составляло 284 человека.
| 1962 | 1968 | 1975 | 1982 | 1990 | 1999 | 2010 |
| ---- | ---- | ---- | ---- | ---- | ---- | ---- |
| 368  | 343  | 361  | 316  | 309  | 319  | 284  |

## Администрация
| Период | Период | Фамилия                 | Партия | Примечания |
| ------ | ------ | ----------------------- | ------ | ---------- |
| 1983   | 2001   | Пьер-Клемент Иратсабаль |        |            |
| 2001   | 2008   | Анна-Мари Эчеберри      |        |            |
| 2008   | 2020   | Жан-Пьер Ирьяр          |        |            |

## Экономика
В 2010 году среди 170 человек трудоспособного возраста (15-64 лет) 128 были экономически активными, 42 — неактивными (показатель активности — 75,3 %, в 1999 году было 66,9 %). Из 128 активных жителей работали 117 человек (65 мужчин и 52 женщины), безработных было 11 (6 мужчин и 5 женщин). Среди 42 неактивных 20 человек были учениками или студентами, 15 — пенсионерами, 7 были неактивными по другим причинам.

## Фотогалерея

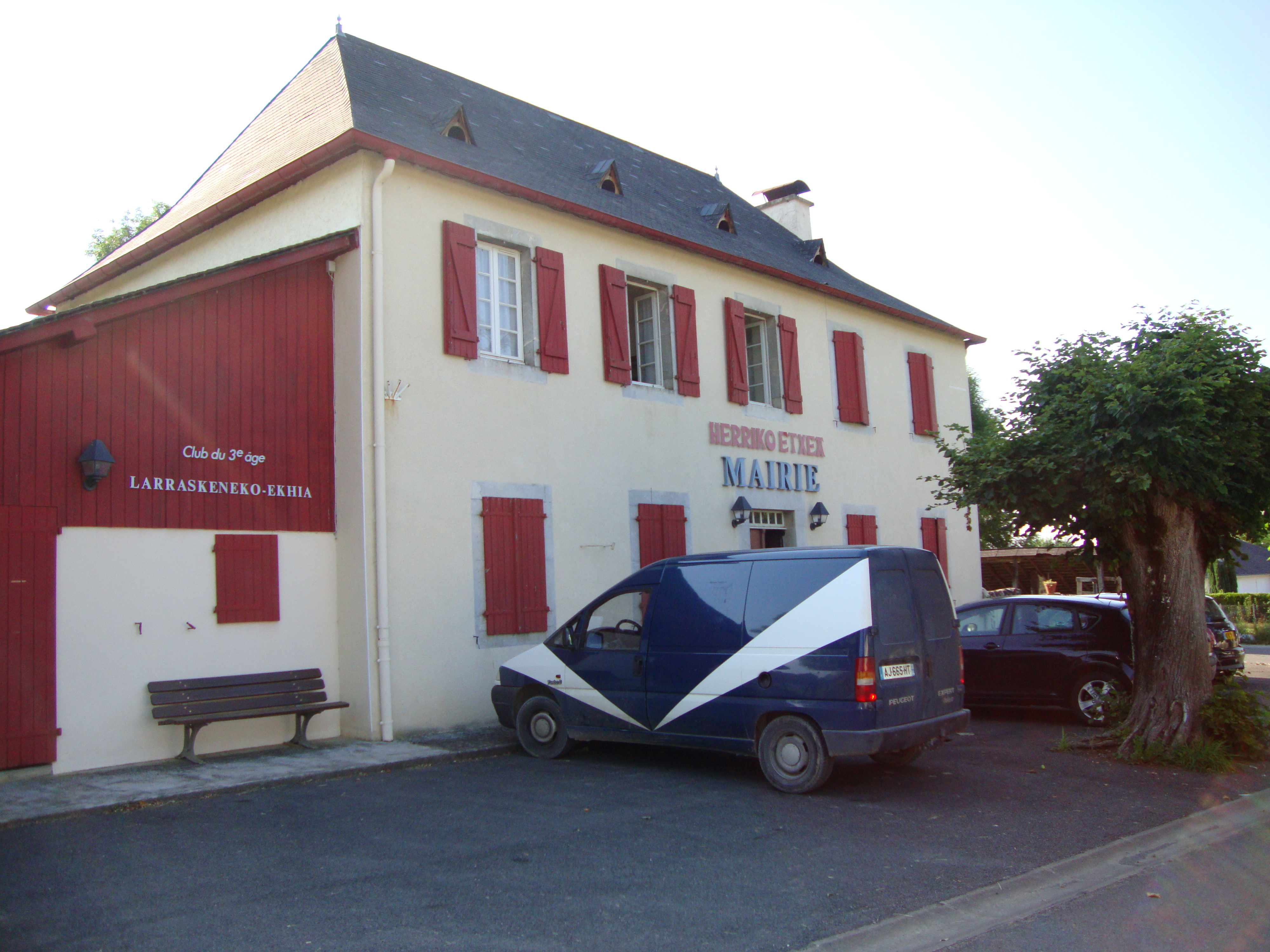
Мэрия
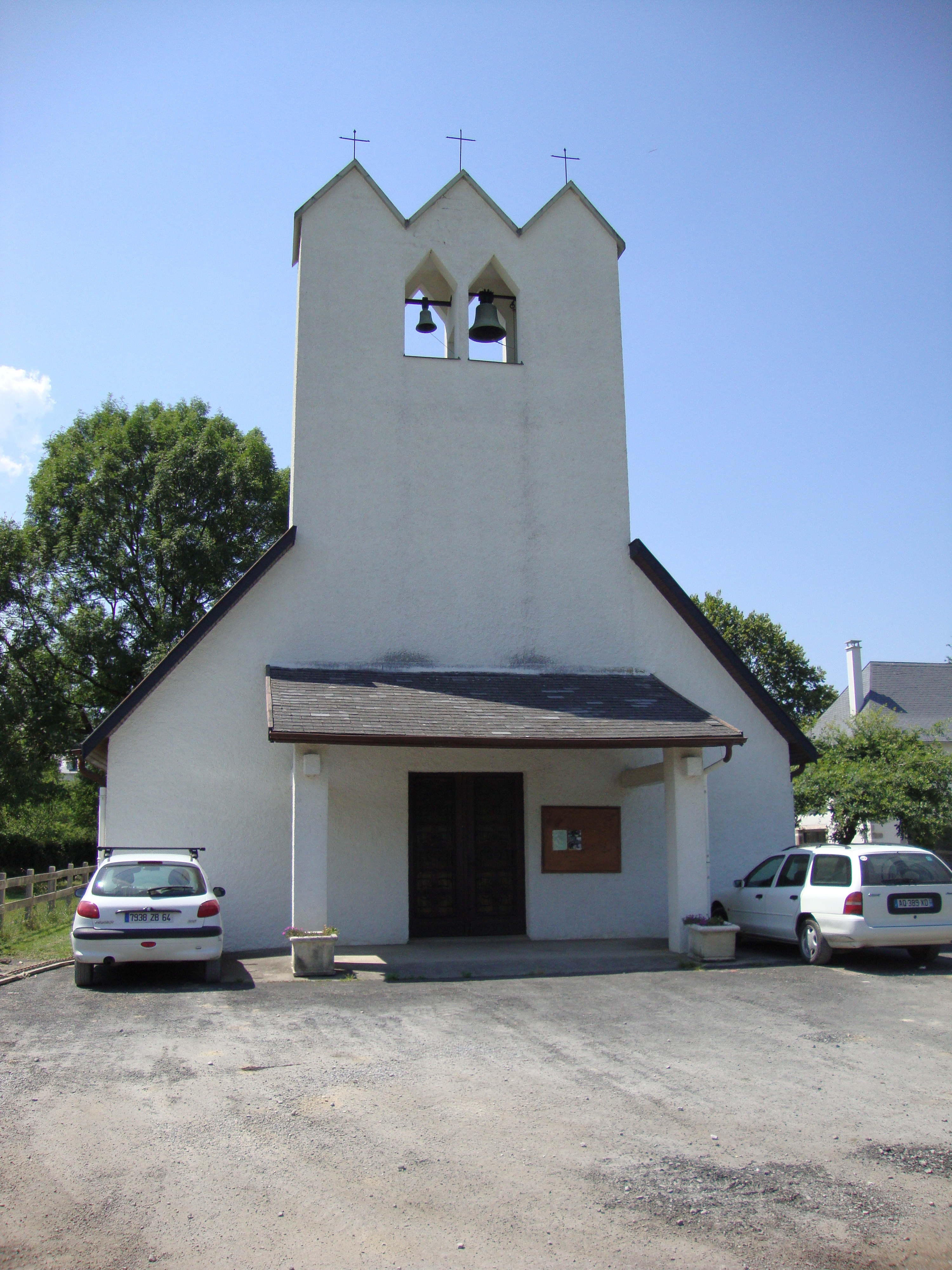
Тринитариатская церковь в деревне Абанс
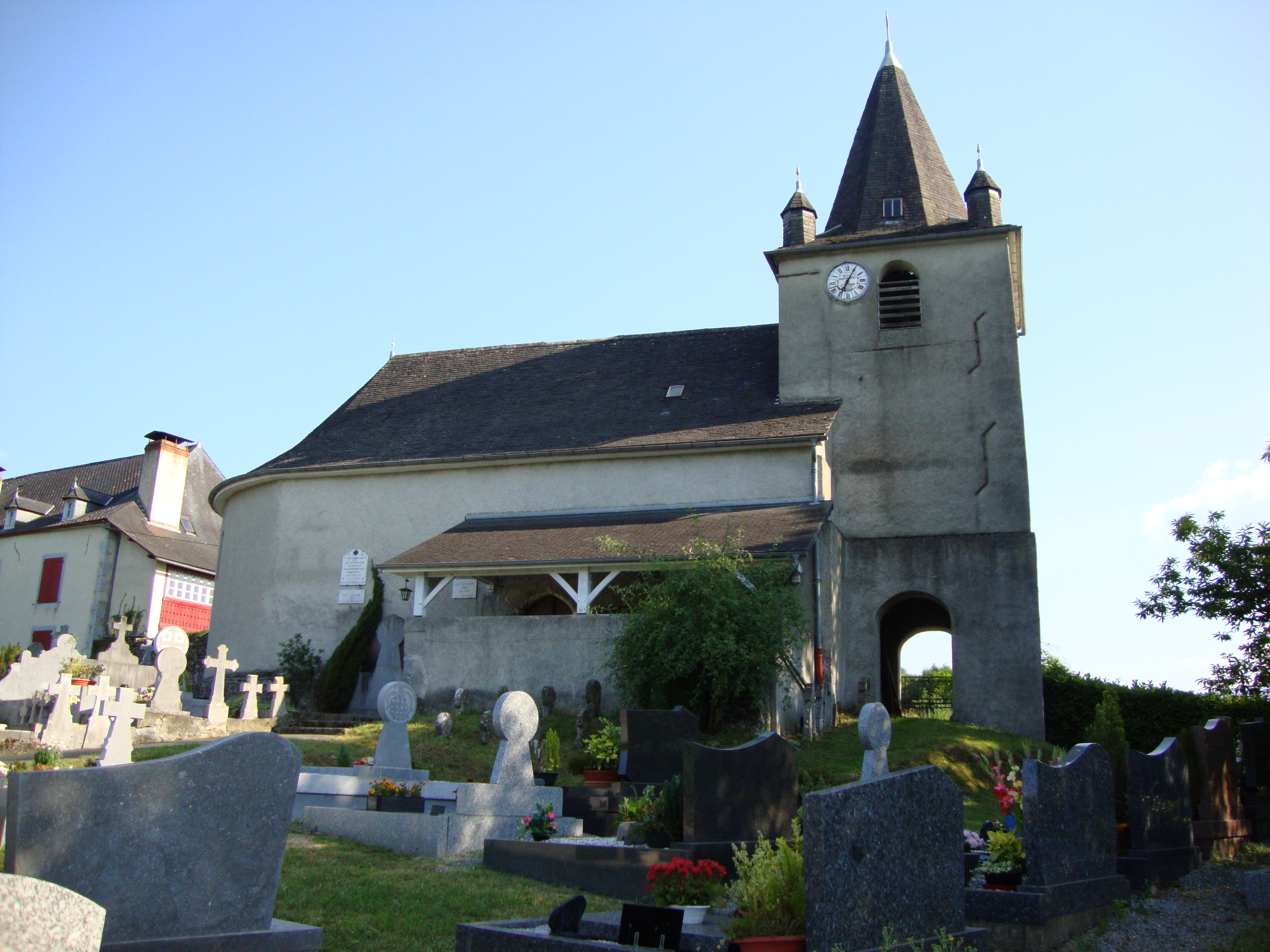
Церковь в деревне Алос
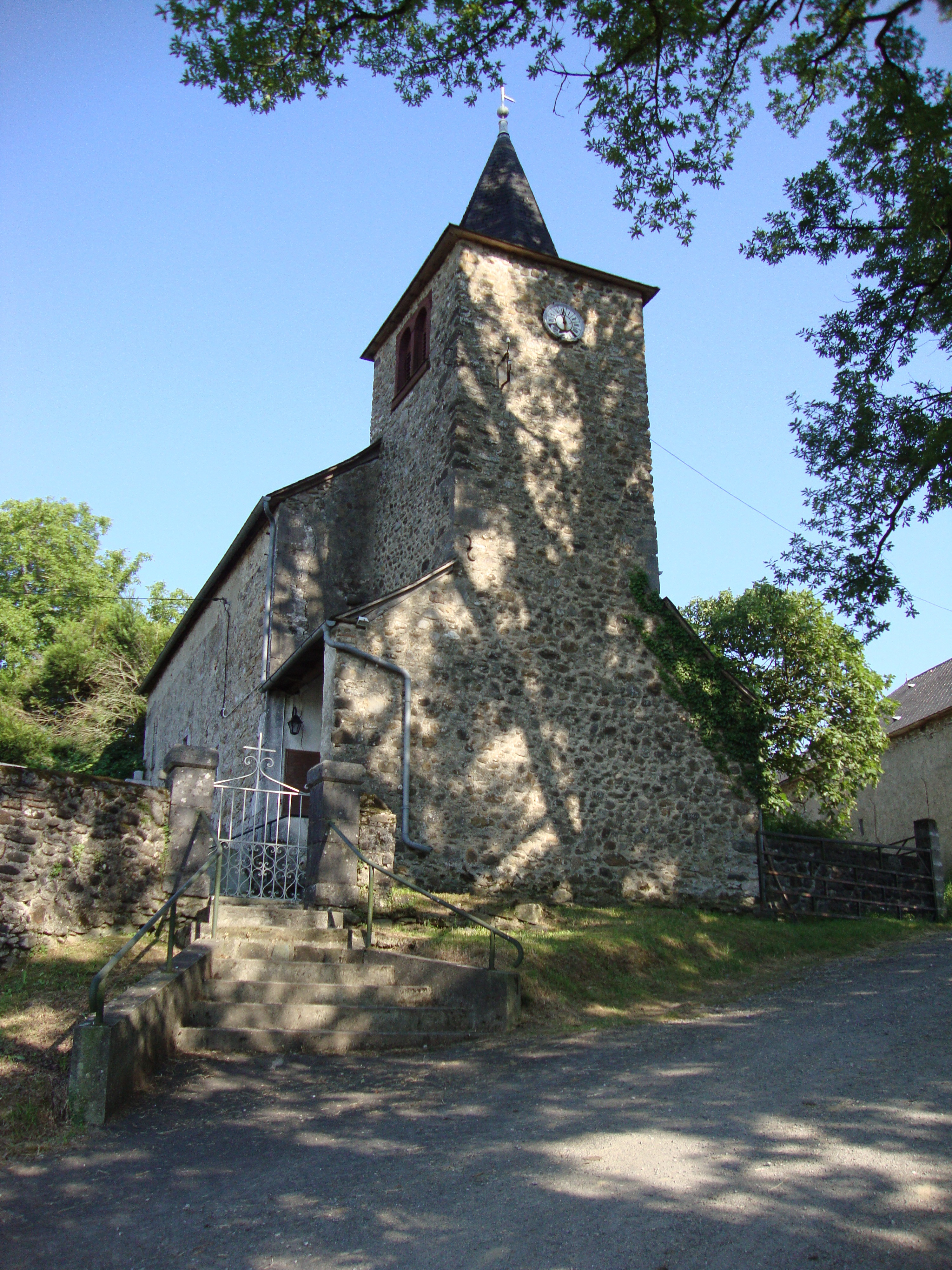
Церковь в деревне Сибас
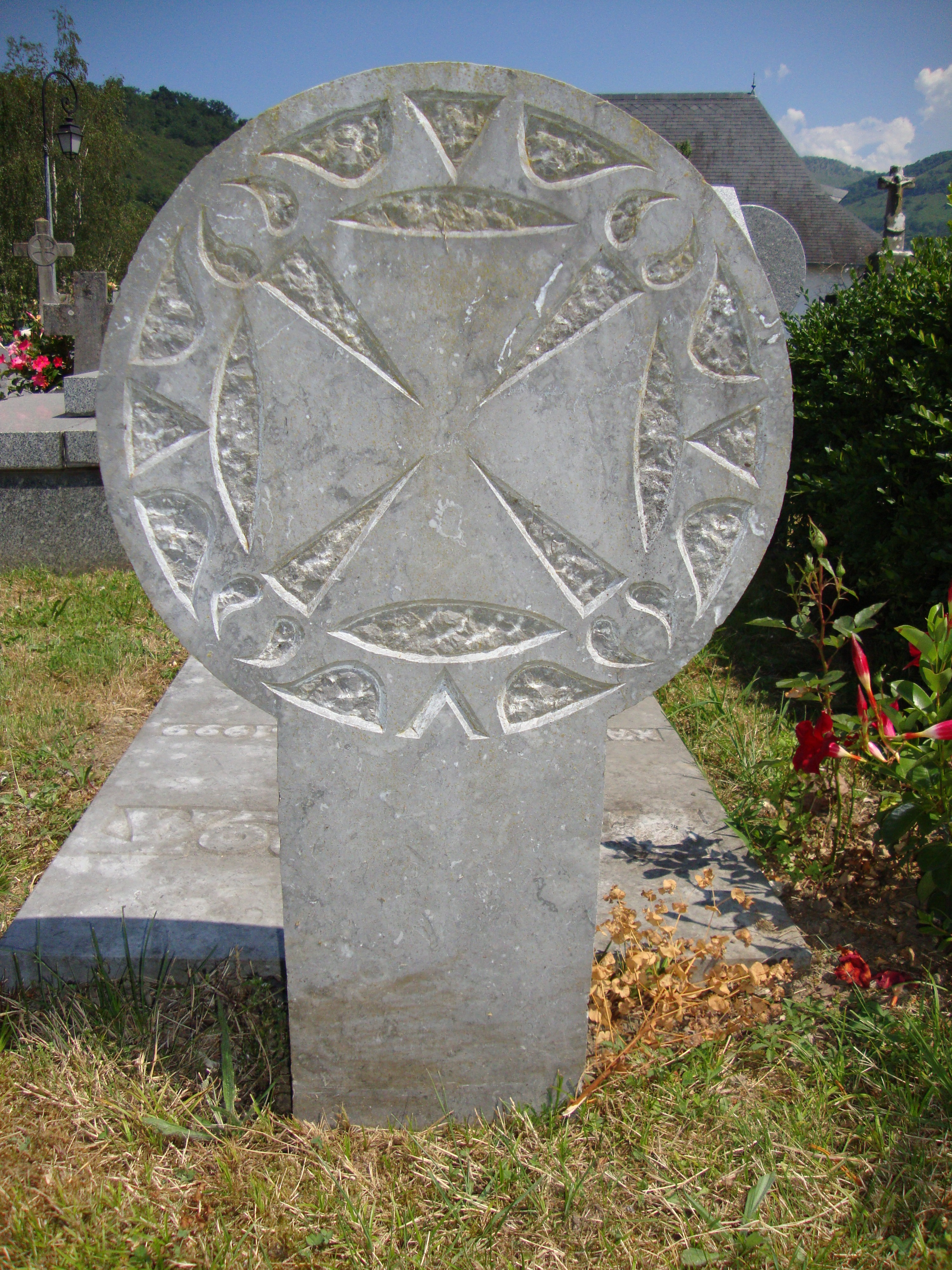
Баскская дискообразная стела
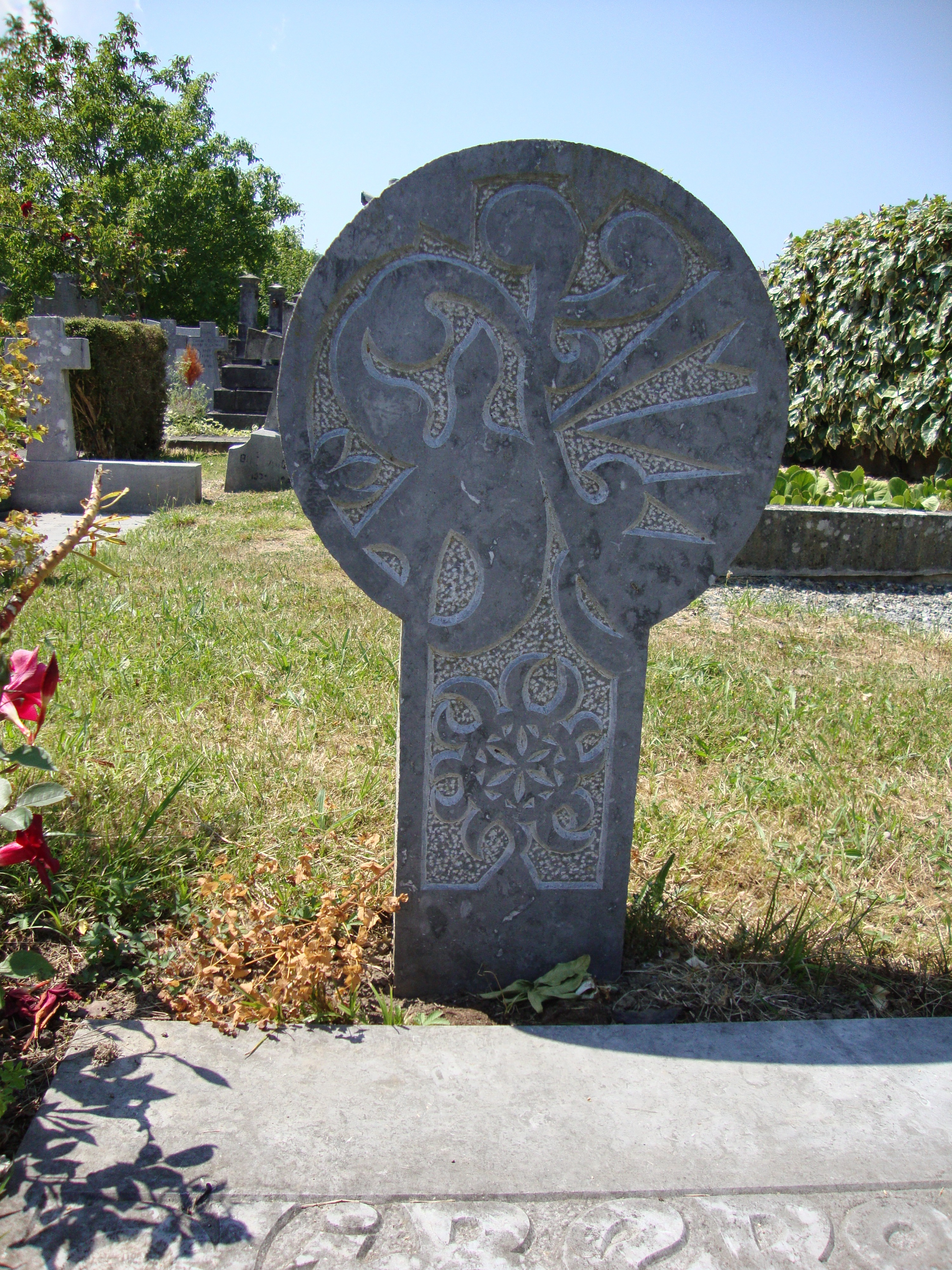
Баскская дискообразная стела